# José II de Jerusalém
José II de Jerusalém foi o patriarca de Jerusalém entre 981 e 985 Foi durante o seu episcopado que Sadaqah Ibn Bishr, o sincelo (secretário) patriarcal, conseguiu terminar a reforma da Igreja do Santo Sepulcro, que havia sido gravemente danificada pelo fogo durante as revoltas de 966. José era um filósofo e médico, além de uma pessoa muito generosa com os pobres. Em 985, ele, assim como Cristódulo II antes, morreu na cidade do Cairo e foi sepultado na Igreja de São Teodoro, em Alexandria.